# Tourville-la-Campagne
Tourville-la-Campagne è un comune francese di 949 abitanti situato nel dipartimento dell'Eure nella regione della Normandia.

## Società

### Evoluzione demografica
Abitanti censiti